# Cascadas de Iladyi
Cascadas de Iladyi (también escrito Cascadas del Iladyi o Cascadas de Ilachi) son unas caídas de aguas localizadas en el río homónimo (Iladyi o Ilachi) en la isla de Bioko (antes Fernando Poo), frente al Golfo de Guinea, al norte del país africano de Guinea Ecuatorial.
Se ubican específicamente en el valle de Moka, en la provincia de Bioko Sur. Se trata de una importante atracción turística en el lugar, con tres ramas separadas que caen por un cañón rodeadas de una espesa vegetación.
La localidad más cercana es Moka, para acceder al sitio debe recorrerse un sendero selvático.